# Пиколи (Авелино)
Пиколи је насеље у Италији у округу Авелино, региону Кампанија.
Према процени из 2011. у насељу је живело 56 становника. Насеље се налази на надморској висини од 359 м.